# Qaquli
Qaquli est une reine urartéenne du VIIe siècle av. J.-C.. Découverte en 2008 grâce à des fouilles à Ayanis, une forteresse érigée par son époux, Rusa II, elle semble être son épouse principale, c'est-à-dire la reine consort d'Urartu.
Avec la reine Tariria, elle est l'une des deux femmes membres de la famille royale urartéenne connues.

## Biographie
Auparavant complètement oubliée, son existence est redécouverte en 2008 à travers les fouilles entreprises à Ayanis, qui permettent d'exhumer des objets comportant son nom et de brèves inscriptions la décrivant comme la reine d'Urartu,. L'un de ces objets est le pommeau en or d'un éventail et comporte une inscription déclarant qu'il lui appartient,,. Elle semble être l'épouse principale de Rusa II, et donc est probablement la reine consort du royaume,. Ayanis paraît être un lieu de villégiature pour le couple royal, ce qui explique la découverte des objets dans ces lieux.
Avec Tariria, il s'agit d'une des deux femmes membres de la famille royale urartéenne connues.